# Kördüğüm
Kördüğüm (Angola/Moçambique: Vidas Cruzadas) é uma telenovela turca, produzida pela Endemol Shine Turkey e exibida pela Fox, entre 7 de janeiro a 20 de outubro de 2016, em 31 episódios, com direção de Gökçen Usta.
Conta com as participações de Belçim Bilgin, com İbrahim Çelikkol e Alican Yücesoy, que juntos, vivem um triângulo amoroso que se vê afetado pelo destino e por suas escolhas.

## Enredo
Ali Nejat é um rico empresário que não está interessado em encontrar o amor e começar uma família. Por outro lado, Naz e Umut estão casados há mais de dez anos. Ela é uma jovem pediatra e ele é um ambicioso designer de automóveis. Eles se apaixonaram quando jovens e foram forçados a se casar quando Naz engravidou. Infelizmente, o bebê nasceu morto e Naz tomou a difícil decisão de não ter filhos. No início, Naz apoia Umut em seus planos, mas com o tempo ele verá que sua ambição está tirando sua vida. O casamento vai começar a romper depois de Ali Nejat entrar em suas vidas.

## Elenco
- Belçim Bilgin como Naz Soylu Özer
- İbrahim Çelikkol como Ali Nejat Karasu
- Alican Yücesoy como Umut Özer
- Saadet Aksoy como Eylül Eren (20-)
- Rojda Demirer como Neslihan
- Murat Daltaban como Oğuz
- Ayda Aksel como Ayşen İşleyen
- Ege Aydan como Ayhan
- Mehmet Aslantuğ como Enver Eren (18-)
- Tülay Günal como Feyza Karasu
- Tuğrul Çetiner como Tarık Karasu
- Ferit Aktuğ como Genco Alacra
- Gözde Cığacı como Gökçe Özer
- Tuncer Salman como İbrahim, İbo
- Sabriye Kara como Cahide
- Teoman Kumbaracıbaşı como Murat Seyhanlı (11-)
- Serdar Yeğin como Mert
- Nurcan Eren como Gülümser
- Ali Tutal como Hasan Yılmaz
- Mesut Can Tomay como İsmail, İsot
- Ayşegül Çaylı como Leyla (1-26)
- Erol Aydın como Müşfik
- Yelda Alp como Ayşegül
- Nuray Erkol como Hacer
- Aybars Kartal Özson como Kaan Karasu
- Semra San como Zeynep (20-31)
- Kaya Akkaya como Amir (20-26)
- Itir Esen como Süreyya/Muazzez (27-31)
- Zeynep Kumral como Aslı (27-31)
- Burcu Kara como Nihan (28-31)
- Gözde Mutluer como Melisa
- Cihan Yenici como Emre
- Naz Elmas como Didem Yılmaz (1-2)
- Cenk Kangöz como Kenan (1-9)
- Mehmet Aslan como Demir (11-12)

## Temporadas
| Temporada | Temporada | Episódios | Total de episódios | Exibição original      | Exibição original     |
| Temporada | Temporada | Episódios | Total de episódios | Inicio                 | Final                 |
| --------- | --------- | --------- | ------------------ | ---------------------- | --------------------- |
|           | 1         | 26        | 1 - 26             | 7 de janeiro de 2016   | 30 de junho de 2016   |
|           | 2         | 5         | 27 - 31            | 22 de setembro de 2016 | 20 de outubro de 2016 |

## Prêmios e indicações
| Ano  | Prêmio                  | Categoría            | Nomeado(a)          | Resultado | Ref.  |
| ---- | ----------------------- | -------------------- | ------------------- | --------- | ----- |
| 2016 | Golden Butterfly Awards | Melhor ator infantil | Aybars Kartal Özson | Nomeado   | [ 5 ] |

## Transmissão em países lusófonos
A trama turca foi exibida em Angola e Moçambique pelo canal de televisão por assinatura Zap Novelas entre 25 de abril a 10 de setembro de 2018, substituindo Não Te Deixarei Ir e sendo substituída por Para Sempre no Meu Coração.